# Buitinga kikura
Buitinga kikura is een spinnensoort uit de familie trilspinnen (Pholcidae). De soort komt voor in Congo. 